# Nox Arcana
Nox Arcana – amerykański zespół tworzący muzykę z gatunku dark ambient i dark wave. Założony został w 2003 przez Josepha Vargo i Williama Piotrowskiego.
Ich teksty inspirowane są głównie klasycznym i gotyckim horrorem w literaturze (utworami takich autorów, jak Howard Phillips Lovecraft, Ray Bradbury, Edgar Allan Poe). Jeśli chodzi o warstwę muzyczną, ich inspiracją jest również muzyka poważna.
Joseph Vargo jest znanym artystą gotyckiej fantasy, stworzył duże portfolio ze swoimi pracami (okładki albumów, plakaty i inne prace). William Piotrowski pracował wcześniej nad filmem dokumentalnym Ghosts of Ohio.

## Dyskografia
| Data wydania | Tytuł                     | Wytwórnia           |
| ------------ | ------------------------- | ------------------- |
| 15.12.2003   | Darklore Manor            | Monolith            |
| 10.10.2004   | Necronomicon              | Monolith            |
| 10.07.2005   | Winter’s Knight           | Monolith            |
| 21.10.2005   | Transylvania              | Monolith            |
| 06.06.2006   | Carnival of Lost Souls    | Monolith            |
| 13.10.2006   | Blood of Angels           | Monolith            |
| 27.11.2006   | Blood of the Dragon       | Monolith            |
| 20.08.2007   | Shadow of the Raven       | Monolith            |
| 30.04.2008   | Grimm Tales               | Monolith            |
| 13.10.2008   | Phantoms of the High Seas | Monolith            |
| 21.06.2009   | Blackthorn Asylum         | Monolith            |
| 15.09.2009   | Zombie Influx             | Monolith/Buzz-Works |
| 27.11.2009   | Winter’s Eve              | Monolith            |
| 15.07.2010   | Theater of Illusion       | Monolith            |
| 01.10.2010   | House of Nightmares       | Monolith/Buzz-Works |
| 30.09.2011   | The Dark Tower            | Monolith            |
| 12.12.2012   | Winter’s Majesty          | Monolith            |
| 31.10.2013   | Legion of Shadows         | Monolith            |
| 31.10.2013   | Crimson Winter            | Monolith            |
| 7.12.2013    | Ebonshire                 | Monolith            |
| 01.12.2014   | Ebonshire – Volume 2      | Monolith            |
| 09.09.2015   | Gothic                    | Monolith            |
| 01.12.2015   | Ebonshire – Volume 3      | Monolith            |
| 01.12.2016   | Ebonshire – Volume 4      | Monolith            |
| 01.10.2017   | Season of the Witch       | Monolith            |